# ملاذ آمن (فلم)
الملاذ الآمن (بالإنجليزية: Safe Haven) هو فيلم دراما أُصدر في الولايات المتحدة سنة 2013. الفيلم من إخراج لاس هالستروم وبطولة جوليان هوف، جوش دوهاملو كوبي سمولدرز.

## طاقم التمثيل
- جوليان هوف
- جوش دوهامل
- كوبي سمولدرز
- دافيد ليون
- ريد واست
- كيلن موس

## القصة
تدور الأحداث حول امرأة شابة مثيرة للغموض تدعى كاتي، تصل إلى بلدة صغيرة بولاية كارولينا الشمالية، تحرص كاتي على عدم الانخراط في مجتمع البلدة المترابط، مما يثير تساؤلات عديدة حول ماضيها بمرور الوقت تكتسب كاتي الشجاعة لبدء علاقة مع أليكس صاحب متجر، ولكن تبدأ أسرارها الخفية بالظهور، لتؤثر على حياتها الجديدة.

## الميزانية والإيرادات
بلغت تكلفة إنتاج الفيلم حوالي 28 مليون دولار بينما حقق أرباحاً تقدر بـ 96,300,000 دولار.

## وصلات خارجية
- مقالات تستعمل روابط فنية بلا صلة مع ويكي بيانات